# Willem II van Joigny
Willem II van Joigny (circa 1195 - 1248) was van 1222 tot aan zijn dood graaf van Joigny. Hij behoorde tot het huis Joigny.

## Levensloop
Willem II was de oudste zoon van graaf Willem I van Joigny uit diens tweede huwelijk met Beatrix van Sancerre, dochter van graaf Willem I van Sancerre.
In 1209 nam hij samen met verschillende familieleden deel aan de Albigenzenkruistocht, waarschijnlijk daartoe aangezet door zijn vader. Toen de kruisvaarders in augustus 1209 Raimond-Roger Trencavel aanvielen en Carcassonne belegerden, trok Willem zich terug uit de kruistocht.
In 1222 werd Willem na de dood van zijn halfbroer Peter graaf van Joigny. In deze functie sloot hij verschillende akkoorden met de bevolking van Joigny.
In 1239 trok hij in het kader van de Baronnenkruistocht naar Palestina, samen met hertog Hugo IV van Bourgondië en hertog Jan I van Bourgondië. In 1240 kwam Willem aan in Akko. De kruistocht was echter geen succes en hij keerde in 1241 al terug naar Frankrijk.
Willem II van Joigny overleed rond het jaar 1248.

## Huwelijk en nakomelingen
Rond 1230 huwde Willem II met Isabella van Noyers, dochter van heer Milon IV van Noyers. Ze kregen minstens twee kinderen:
- Willem III (1230-1261), graaf van Joigny
- Beatrix, huwde met Jan III van Nesle, heer van Falvy en La Hérelle

Na zijn dood zou Isabella tweemaal hertrouwen: eerst rond 1248 met heer Hugo II van Saint-Vérain en daarna rond 1255 met heer Jan III van Arcis.